# 独眼竜の野望 伊達政宗
『独眼竜の野望 伊達政宗』は、日本の時代劇。新春大型5時間時代劇スペシャルとして、1993年1月3日にテレビ朝日系列で放送された。製作：テレビ朝日 / 東映。

## キャスト
※エンディングクレジット表記順。
- 伊達政宗：高橋英樹
- 愛姫：秋吉久美子
- 片倉景綱：夏八木勲
- 伊達成実：小野寺昭
- 伊達輝宗：若林豪
- 伊達小次郎：堤大二郎
- 白石宗実：石原良純
- 支倉常長：沖田浩之
- 原田宗時：伊藤敏八
- 遠藤基信：三谷昇
- 大内定綱：西田健
- 石垣勘解由：下川辰平
- 畠山義継：大門正明
- 粟野木工介：菅貫太郎
- 須田伯耆：亀石征一郎
- 蒲生氏郷：伊吹剛
- 留守政景：山本清
- 国分盛重：原田清人
- ：中嶋俊一
- ：土井健守
- ：桂川京子
- ：木野しのぶ
- ：河野立子
- ：小川しず穂
- ：桂木麻智
- ：泉千夏
- ：春藤真澄
- ：浜崎涼子
- ：西岡ちあき
- ：加藤貴子
- ：長瀬有紀子
- ：有下光
- ：相良瑠実子
- ：及川佳奈

◇
- 豊臣秀吉：津川雅彦

◇
- ：笹木俊志
- ：疋田泰盛
- ：波多野博
- ：木谷邦臣
- ：小坂和之
- ：原田和彦
- ：和田啓作
- ：白井滋郎
- ：藤沢徹夫
- ：峰蘭太郎
- ：細川純一
- ：遠山金次郎
- ：鈴木修平
- ：床尾賢一
- ：畑中伶一
- ：高見裕二
- ：宮本浩光
- ：小船秋夫
- ：武井三二
- ：谷口朋也
- ：勝見和也
- ：佐野聖也
- 駒姫：西村知美
- 猫御前：岩本千春
- 多喜：本阿弥周子
- 淀君：野村真美
- 豊臣秀次：田村亮
- 虎哉禅師：名古屋章
- 最上義光：神山繁
- 徳川家康：石橋蓮司
- 石田三成：萩原流行
- 織田信長：中条きよし

◇
- ナレーター：佐野浅夫

◇
- 義姫：長山藍子
- 前田利家：北大路欣也

## スタッフ
- 監督：舛田利雄、西垣吉春
- プロデューサー：白崎英介（テレビ朝日）、阿部征司、伊駒伊織、上阪久和（東映）
- 原作：山岡荘八（講談社刊）
- 脚本：志村正浩
- 音楽：横山菁児
- 撮影：北坂清、清水洋策、今西均、荒井隆一
- 美術：梅田千代夫、吉田孝
- 照明：加藤平作、沢田敏夫、武中優、山本泰造、利光琢也
- 録音：西村良、木村益夫、長島慎介
- 編集：荒木健夫、山本浩史、小磯真佐美
- 装置：太田正二、大石秀美
- 装飾：西川由紀夫、平田俊明、大橋豊、上田耕治
- 背景：西村三郎
- 小道具：高津商会
- 衣裳：松田孝、滝川ヒロ子、上園弘子
- 美粧：中野進明、大村弘二、河田福司
- 結髪：福本るみ、小林知美
- かつら：山崎かつら
- 和楽監修：中本哲
- 能指導：掛川昭二
- 舞踊指導：藤間藤雄
- スチール：大谷栄一
- 広報担当：松嶋弘正（テレビ朝日）
- 擬斗：土井淳之祐（東映剣会）
- 騎馬：岸本乗馬センター
- 助監督：森本浩史、中川裕介、藤岡浩二郎
- 記録：黒川京子
- 整音：栗山日出登
- VTR編集：高見正和
- 演技事務：寺内文夫
- 進行：下戸聡
- 進行主任：長岡功

◇
- 特撮グループ
  - プロデューサー：宮西武史
  - 監督：川北紘一
  - 撮影：江口憲一
  - 協力：東宝映像美術

◇
- 協力：東映京都美術センター、東映京都俳優養成所
- ロケ協力：国宝彦根城・京都仁和寺・岐阜市
- 現像：IMAGICA
- 主題歌：「悠久の男」
  - 作詞：JIJI
  - 作曲：五木ひろし
  - 編曲：前田俊明
  - 歌：五木ひろし（徳間ジャパン）
- 音楽協力：テレビ朝日ミュージック
- 制作協力：アイウエオ企画
- 制作：テレビ朝日 / 東映

## ネット配信
- YouTube「東映時代劇YouTube」で、2023年1月3日13:00（JST）から同年同月9日23:59（JST）まで無料配信が行われた。

## 関連作品
- 独眼竜政宗 (NHK大河ドラマ)……本作と同じ原作小説による1987年のNHK大河ドラマ。

| テレビ朝日 新春大型時代劇スペシャル  | テレビ朝日 新春大型時代劇スペシャル | テレビ朝日 新春大型時代劇スペシャル       |
| 前番組                               | 番組名                              | 次番組                                    |
| ------------------------------------ | ----------------------------------- | ----------------------------------------- |
| 戦国最後の勝利者 徳川家康 （1992年） | 独眼竜の野望 伊達政宗 （1993年）    | 旗本退屈男 天下御免の巨悪斬り! （1994年） |